# Epicauta tenuis
Epicauta tenuis är en skalbaggsart som först beskrevs av Leconte 1853.  Epicauta tenuis ingår i släktet Epicauta och familjen oljebaggar. Inga underarter finns listade i Catalogue of Life.